# КРЕ-84/100
КРЕ-84/100 — карстова печера в гірському масиві Арабіка, Абхазія.
- Протяжність 115 м,
- проективна довжина 40 м,
- глибина 100 м,
- площа 60 м²,
- об'єм 500 м³.

## Категорія
За спортивною класифікацією печера відноситься до категорії 1.

## Опис
Вхід розташований у схилі трогової долини, у північно-східній частині масиву.

### Вміст печери
Крутопохилий хід приводить до колодязя глибиною 63 м, шириною близько 5 м. З дна колодязя продовжується крутопохилий хід, що закінчується непрохідним звуженням. Шахта закладена в серединношарових верхньоюрських вапняках і використовує тріщини простяганням 30-400 і 290-310 °. У верхній частині порожнини і на дні колодязя є гравітаційні відкладення у вигляді щебеню і невеликих брил.

## Історія відкриття
Шахта відкрита і досліджена в 1984 році загоном красноярських спелеологів (Г. Бяков та ін.).